# Virola (objeto)

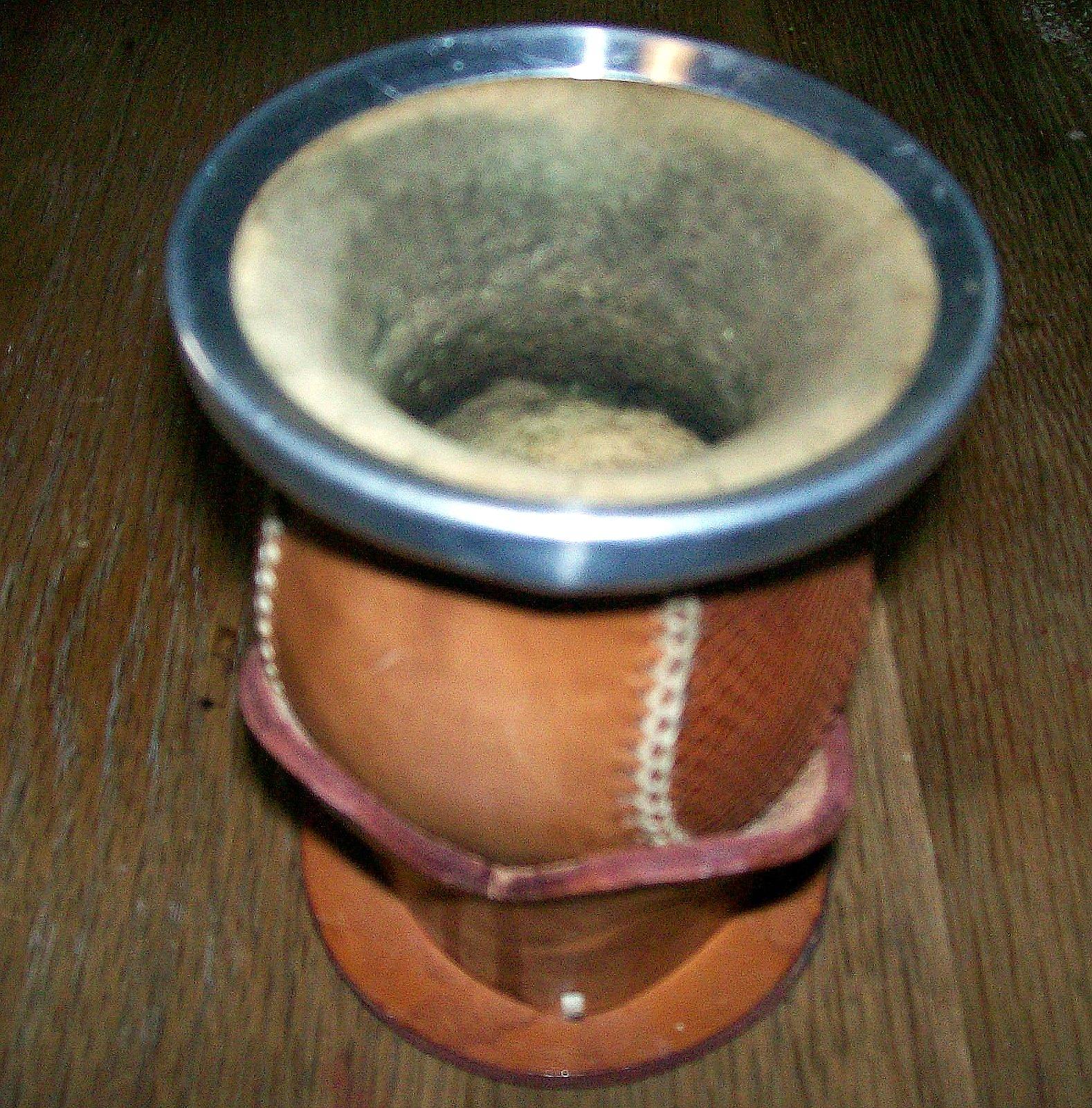
Mate con virola.

Con el nombre de virola se designan varios objetos que cumplen distintas funciones.
Principalmente se conoce por virola al anillo bicónico utilizado en instalaciones de gas o de agua para unir dos caños a presión en aquellos casos en que no es posible realizar una soldadura.

También se denomina con este nombre al anillo o abrazadera con que se protege el borde de diversas aberturas cilíndricas, como por ejemplo mates, empuñaduras de espadas, etcétera.

## En instalaciones de gas y agua
Se utiliza la virola para realizar uniones entre dos tuberías mediante dos tuercas; aquellas se insertan dentro de la virola y el conjunto se asegura utilizando una tuerca hembra y otra macho -denominada conector-. Se ajusta hasta que ambas tuberías quedan completamente aseguradas.

## Otros usos
También se llama así a las abrazaderas de metal (generalmente de latón o aluminio) que se colocan en la boca de diversos objetos cilíndricos con el fin de preservar su borde. En los mates por ejemplo suele colocarse una virola de alpaca para evitar que se raje el cuerpo de los mismos con el cambio brusco de temperatura, y para darles una terminación más estética.
En los pinceles se utilizan para sostener y recoger las cerdas además de darles forma.